# Liste des joueuses du CJM Bourges Basket
Cette liste recense les joueuses du club de basket-ball du CJM Bourges Basket comptant au moins fait une apparition en match officiel avec l'équipe première à un niveau élite.
- Haut – A
- B
- C
- D
- E
- F
- G
- H
- I
- J
- K
- L
- M
- N
- O
- P
- Q
- R
- S
- T
- U
- V
- W
- X
- Y
- Z

## A
- Sabrina Agaesse
- Okerielle Akpomedah
- Reda Aleliūnaitė-Jankovska
- Nicole Antibe
- Leslie Ardon

## B
- Emmanuelle Bergeron
- Élodie Bertal
- Nina Bjedov
- Johanna Boutet
- Nóra Bujdosó
- Ilona Burgrova

## C
- Martine Campi
- Élodie Chieze
- Amy Cissé

## D
- Fatou Dieng
- Jennifer Digbeu
- Sandra Dijon
- Ljubica Drljača
- Céline Dumerc

## F
- Isabelle Fijalkowski

## G
- Élodie Gérard
- Vedrana Grgin-Fonseca
- Élodie Godin

## H
- Vicky Hall
- Renáta Hiráková

## J
- Silvia Janostínová
- Michèle Jeanne
- Anete Jēkabsone
- Christelle Jouandon

## K
- Stylianí Kaltsídou
- Kadiatou Kanoute
- Sonja Kireta
- Ilona Korstine
- Anna Kotočová
- Ielena Khoudachova
- Pauline Krawczyk

## L
- Anaël Lardy
- Edwige Lawson
- Ana Lelas
- Florence Lepron

## M
- Evanthía Máltsi
- Iveta Marčauskaitė
- Cathy Melain
- Nwal-Endéné Miyem
- Lœtitia Moussard

## N
- Emmeline Ndongué
- Eva Němcová
- Bernadette Ngoyisa

## P
- Carine Paul
- Laia Palau
- Sena Pavetić
- Alicia Poto

## R
- Sabrina Reghaissia
- Muriel Robini
- Sandrine Ronot

## S
- Odile Santaniello
- Kelly Santos
- Alessandra Santos de Oliveira
- Audrey Sauret
- Yacine Séné
- Manon Sinico
- Belinda Snell
- Yannick Souvré

## T
- Slobodanka Tuvić
- Patrena Trice

## V
- Alexandra Van Embricqs
- Michele Van Gorp
- Stéphanie Vivenot